# 2186年7月16日の日食
2186年7月16日の日食（2186ねん7がつ16にちのにっしょく）は、皆既日食としては紀元前4000年から紀元後6000年までの間で最も継続時間が長いものとなる。この記事では、時刻は特記のない限り協定世界時(UTC)を採用する。

## 中心食帯
以下の情報はを参考にしている。部分日食は北アメリカ、南アメリカ、アフリカの広い範囲で見ることができる。皆既日食帯はペルー沖の東太平洋に始まり、ガラパゴス諸島南部を通過して南アメリカ大陸北部に上陸する。その後大西洋に出て、15時7分26秒にブラジル沖で最大食となり、その食分は1.08を超える。この地点での皆既日食帯の太さは267 kmである。その後中心食帯は大西洋を南東に進み、アフリカ大陸に達したところで日没となり皆既日食は終了となる。

### 皆既日食が見られる国・主要都市
- エクアドル
  - プエルト・バケリソ・モレノ
  - エスメラルダス
- コロンビア
  - ポパヤン
  - サンティアゴ・デ・カリ
  - ボゴタ
- ベネズエラ
  - プエルト・アヤクーチョ
- ガイアナ
  - ジョージタウン
- アンゴラ
  - Tômbua
- ナミビア
  - Foz do Cunene

## 皆既日食の継続時間が長くなる理由
この日食における皆既日食の継続時間である7分29.22秒という数値は、紀元前4000年から少なくとも紀元後6000年までの、少なくとも1万年間で最も長いものである。この皆既日食が極めて長い時間継続する理由としては、以下のものがある。
- 日食の際、地球は遠日点の非常に近くにある。（地球が遠日点に達するのは毎年7月6日ごろである）それは、地球と太陽との距離が限界近くまで離れているという意味である。これにより、太陽の見かけの大きさは非常に小さくなり、月を太陽が完全に隠せる時間が長くなることに繋がる。
- 日食の際、月はほぼ正確に近地点に位置する。月が近地点を通過してからわずか50分後に食の最大を迎える。これにより、月の見かけの大きさは極限まで大きくなり、月を太陽が完全に隠せる時間は長くなる[2]。
- 最大食の地点は北緯7.2度と、赤道に非常に近い場所に位置する。赤道上では地球の自転速度は最も大きくなるため、月の影の動く速度と地球の自転速度の差が小さくなり、結果的に月の影が同じ場所に落ちている時間が大きくなる。
- 最大食の地点において、食の最大の際に太陽は天頂のすぐ近くに位置する。これは月との距離が近いことを意味し、やはり月を太陽が完全に隠せる時間が長くなることを意味する。
- 最大食の地点において中心食帯が進む方向が地球の自転方向とほぼ一致する。すなわち、斜めではなくほぼ真東に進む。これにより、月の影の動く速度が遅くなり、皆既継続時間が長くなる。昇交点において起きる日食（サロス番号が奇数の日食）においてこのような現象が発生するのは夏至の約12日後である[3][4]。

紀元前4000年から現在までに起きた日食の中で最も皆既日食の継続時間が長かったのは紀元前743年6月15日に見られたもので、皆既継続時間は最大で7分27.54秒に達した。また、3千年紀において理論上可能な皆既日食の最長時間は7分32秒である。また、この日食が属するサロス周期139では、この日食を含めて皆既日食が7分以上継続する日食が5回発生する（2150年、2168年、2186年、2204年、2222年）。